# 13 février en sport
Pour les articles homonymes, voir Treize-Février.
13 janvier 13 mars
Chronologies thématiques
- Croisades
- Ferroviaires
- Disney

Le 13 février (44e jour de l'année) en sport.

## Événements

### XIXesiècle
- 1886 :
  - (Football) : à Glasgow (First Cathkin Park), en finale de la 13e édition de la Coupe d'Écosse, Queen's Park bat Renton, 3-1.

### XXesièclede1951à2000
- 1937 :
  - (Ski alpin /Championnats du monde) : Émile Allais devient le premier français, champion du monde de descente de ski.
- 1972 :
  - (Jeux olympiques) : à Sapporo, clôture des Jeux olympiques d'hiver de 1972.
- 1977 :
  - (Rallye automobile) : arrivée du Rallye de Suède.
- 1980 :
  - (Jeux olympiques) : à Lake Placid, ouverture des Jeux olympiques d'hiver de 1980.
- 1988 :
  - (Jeux olympiques) : à Calgary, ouverture des Jeux olympiques d'hiver de 1980. Devant 60 000 spectateurs réunis au stade McMahon, la gouverneure générale, Jeanne Sauvé, inaugure les XVe Jeux olympiques d'hiver, auxquels prendront part les athlètes de 57 pays.
  - (Athlétisme) : Heike Drechsler porte le record du monde féminin en intérieur du saut en longueur à 7,37 m.
- 1993 :
  - (Athlétisme) : Merlene Ottey porte le record du monde féminin en intérieur du 200 m à 21,87 s.
- 1998 :
  - (Jeux olympiques /Ski alpin) : Jean-Luc Crétier remporte l'épreuve de descente messieurs aux Jeux olympiques de Nagano; c'est la première victoire d'un Français en descente olympique depuis Jean-Claude Killy à Grenoble en 1968.
- 1999 :
  - (Athlétisme) : Gabriela Szabo, court le 5 000 m en salle en 14 min 47 s 35, établissant un nouveau record du monde.
- 2000 :
  - (Football) : au Ghana, l'équipe du Cameroun remporte la Coupe d'Afrique des nations de football 2000 en battant le Nigeria aux tirs au but, après un score de 2-2.

### XXIesiècle
- 2003 :
  - (Ski alpin /Championnats du monde) : la Suédoise Anja Pärson remporte le géant et devient championne du monde de ski alpin devant l'Italienne Denise Karbon et la Canadienne Allison Forsyth.
- 2010 :
  - (JO d'hiver) : à Vancouver 2e jour de compétition. 13 février aux Jeux olympiques de 2010.
- 2014 :
  - (JO d'hiver) : à Sotchi, 7e jour de compétition. 13 février aux Jeux olympiques d'hiver de 2014.
- 2015 :
  - (Rugby à XV) : dans le Tournoi des Six Nations féminin, victoire de la France qui s'impose à Ashbourne face à l'Irlande 10-5.
- 2016 :
  - (Futsal /Championnat d'Europe) : en finale, à la Kombank Arena de Belgrade en Serbie, l'Espagne s'impose face la Russie (7-3) et devient championne d'Europe de futsal 2016.
  - (Rugby à XV /Tournoi féminin) : à Turin en Italie, le XV italien féminin s'incline face au XV anglais féminin (24-33) et au Stade Aimé-Giral de Perpignan, la France s'impose face à l'équipe d'Irlande (18-6).
  - (Rugby à XV /Tournoi masculin) : au Stade de France, à Saint-Denis, le XV de France s’impose de justesse (10-9) face au XV d'Irlande, lors de la seconde journée du Tournoi des Six Nations et le Pays de Galles débute avec un succès au Millennium Stadium, à Cardiff (27-23) face à l'Écosse.
- 2017 :
  - (Ski alpin /Championnats du monde) : aux Championnats du monde de ski alpin, sur le super-combiné messieurs, victoire du Suisse Luca Aerni qui devance l'Autrichien Marcel Hirscher et son compatriote Mauro Caviezel.
- 2018 :
  - (JO d'hiver) : à Pyeongchang en Corée du Sud, sixième jour de compétition.
- 2022 :
  - (Football américain /Super Bowl) : les Rams de Los Angeles gagnent le Super Bowl LVI 23-20 face aux Bengals de Cincinnati.

## Naissances

### XIXesiècle
- 1867 :
  - Harold Mahony, joueur de tennis irlandais et britannique. Médaillé d'argent du simple et du double mixte puis médaillé de bronze du double homme aux Jeux de Paris 1900. Vainqueur du Tournoi de Wimbledon 1896. († 27 juin 1905).
- 1870 :
  - René Cavally, athlète de sprint et de haies et joueur de rugby à XV français. († 22 mars 1946).
- 1878 :
  - Bill Bradley, joueur de baseball américain. († 11 mars 1954).
- 1884 :
  - Alfred Gilbert, athlète de sauts américain. Champion olympique de la perche aux Jeux de Londres 1908. († 24 janvier 1961).

### XXesièclede1901à1950
- 1913 :
  - Roger Rio, footballeur français. (18 sélections en équipe de France). († 22 avril 1999).
- 1918 :
  - Patty Berg, golfeuse américaine. Victorieuse des Western Open féminin 1941, 1943, 1948, 1951, 1955, 1957 et 1958 puis de l'US Open féminin 1946. († 10 septembre 2006).
- 1922 :
  - Willi Heeks, pilote de courses automobile belge. († 13 août 1996).
- 1927 :
  - Marcel Mouchel, footballeur puis entraîneur français. († 7 mars 2012).
- 1930 :
  - Juan Fernández, pilote de courses automobile espagnol. († 22 juin 2020).
- 1946 :
  - Artur Jorge, footballeur puis entraîneur portugais. (16 sélections en équipe du Portugal). Sélectionneur de l'équipe du Portugal de 1989 à 1991 et de 1996 à 1997, de l'équipe de Suisse de 1995 à 1996 et de l'équipe du Cameroun de 2004 à 2006. († 22 février 2024).
- 1947 :
  - Bruno Berglund, pilote de rallye et de rallye-raid suédois. Vainqueur des Rallye Dakar 1989, 1990 et 1991.
  - Mike Krzyzewski, entraîneur de basket américain. Sélectionneur de l'équipe des États-Unis, championne olympique aux Jeux de Pékin 2008 et aux Jeux de Londres 2012 puis championne du monde de basket-ball masculin 2010 et 2014.
  - István Szőke, footballeur hongrois. (13 sélections en équipe de Hongrie). († 1 juin 2022).
- 1950 :
  - Len Pascoe, joueur de cricket australien. (14 sélections en test cricket).

### XXesièclede1951à2000
- 1952 :
  - Freddy Maertens, cycliste sur route belge. Champion du monde de cyclisme sur route 1976 et 1981. Vainqueur du Tour de Luxembourg 1974, du Tour de Belgique 1975, du Tour d'Espagne 1977, de Gand-Wevelgem 1975 et 1976, de l'Amstel Gold Race 1976, et du Tour de Catalogne 1977.
- 1954 :
  - Dominique Bathenay, footballeur puis entraîneur et dirigeant sportif français. (20 sélections en équipe de France). Président de la commission de la Coupe de France de 1996 à 2000. Sélectionneur de l'équipe des Seychelles de 2002 à 2003 et de l'équipe des Émirats arabes unis de 2005 à 2009.
- 1956 :
  - Liam Brady, footballeur puis entraîneur irlandais. (72 sélections en équipe de république d'Irlande).
- 1958 :
  - Didier Codorniou, joueur de rugby à XV français. Vainqueur du Grand Chelem 1981 et du Tournoi des cinq nations 1983. (32 sélections en équipe de France).
- 1959 :
  - Gaston Gingras, hockeyeur sur glace canadien.
- 1960 :
  - Pierluigi Collina, arbitre de football italien.
- 1961 :
  - Marc Crawford, hockeyeur sur glace puis entraîneur canadien.
  - Isabelle Nicoloso, cycliste sur piste française. Championne du monde de cyclisme sur piste de la vitesse individuelle 1985.
- 1963 :
  - Philippe Hervé, basketteur puis entraîneur français.
- 1965 :
  - Kenny Harrison, athlète de sauts américain. Champion olympique du triple saut aux Jeux d'Atlanta 1996. Champion du monde d'athlétisme du triple saut 1991.
- 1967 :
  - Stanimir Stoilov, footballeur puis entraîneur bulgare. (14 sélections en équipe de Bulgarie). Sélectionneur de l'équipe de Bulgarie de 2009 à 2010.
  - Johnny Tapia, boxeur américain. Champion du monde poids super-mouches de boxe du 12 octobre 1994 au 13 février 1998 et champion du monde poids plumes de boxe du 27 avril 2002 au 2 juin 2002. († 27 mai 2012).
- 1968 : 
  - Céline Géraud, judokate puis journaliste sportivefrançaise. Championne d'Europe en 1984 et Vice-championne du monde des -61 kg en 1986.
- 1969 :
  - Kate Pace, skieuse alpine canadienne. Championne du monde de ski alpin de la descente 1993.
- 1970 :
  - Elmer Bennett, basketteur américain.
- 1971 :
  - Rochelle Ballard, surfeuse américaine.
  - Mats Sundin, hockeyeur sur glace suédois. Champion olympique aux Jeux de Turin 2006. Champion du monde de hockey sur glace 1992 et 1998.
  - Todd Williams, joueur de baseball américain.
- 1972 :
  - Virgilijus Alekna, athlète de lancers lituanien. Champion olympique du disque aux Jeux de Sydney 2000 et aux Jeux d'Athènes 2004 puis médaillé de bronze aux Jeux de Pékin 2008. Champion du monde d'athlétisme du disque 2003 et 2005. Champion d'Europe d'athlétisme du disque 2006.
- 1975 :
  - Ben Collins, pilote de courses automobile britannique.
- 1976 :
  - Jörg Bergmeister, pilote de courses automobile allemand.
  - Mickaël Pichon, pilote de motocross français. Champion du monde de motocross en 250 cm3 2001 et 2002.
- 1977 :
  - Randy Moss, joueur de foot U.S. américain.
- 1978 :
  - Niklas Bäckström, hockeyeur sur glace finlandais.
  - Jean-Baptiste Dejeanty, navigateur français.
- 1981 :
  - Clara Bermejo, basketteuse espagnole.
  - Luke Ridnour, basketteur américain.
- 1982 :
  - Julien Viale, footballeur français.
- 1984 :
  - Hinkelien Schreuder, nageuse néerlandaise.
- 1985 :
  - Somdev Devvarman, joueur de tennis indien.
  - J. R. Giddens, basketteur américain.
- 1986 :
  - Susan Dunklee, biathlète américaine.
  - Jamie Murray, joueur de tennis britannique. Vainqueur de la Coupe Davis 2015.
- 1987 :
  - Marek Bartánus, hockeyeur sur glace slovaque.
  - Baptiste Butto, handballeur français.
  - Adriano de Souza, surfeur brésilien.
  - Jacobus Venter, cycliste sur route sud-africain.
- 1988 :
  - Ronan Quemener, hockeyeur sur glace français.
  - Kayra Sayıt, judoka franco-turque. Championne d'Europe de judo des +78 kg 2016 et 2021.
- 1989 :
  - José Gonçalves, cycliste sur route portugais. Vainqueur du Tour de Turquie 2016.
- 1990 :
  - Xavier Chiocci, joueur de rugby à XV français. (10 sélections en équipe de France).
  - Mamadou Sakho, footballeur français. (29 sélections en équipe de France).
  - Kevin Strootman, footballeur néerlandais. (46 sélections en équipe des Pays-Bas).
- 1991 :
  - Eliaquim Mangala, footballeur congolo-belgeo-français. (8 sélections en équipe de France).
- 1992 :
  - Keith Appling, basketteur américain.
  - Bastien Chalureau, joueur de rugby à XV français. Vainqueur du Challenge européen 2021. (7 sélections en équipe de France).
- 1993 :
  - Uroš Spajić, footballeur serbe. (21 sélections en équipe de Serbie).
- 1994 :
  - Memphis Depay, footballeur ghanéo-néerlandais. Vainqueur de la Ligue Europa 2017. (98 sélections en équipe des Pays-Bas).
  - Hugo Hofstetter, cycliste sur route français.
  - Axel Reymond, nageur en eau libre français. Champion du monde de natation du 25 km en eau libre 2017 et 2019. Champion d'Europe de natation des 25 km en eau libre 2014, 2016 et 2020.
- 1995 :
  - Frederik Børsting, footballeur danois.
  - Syrine Issaoui, lutteuse tunisienne.
  - Tibor Linka, kayakiste slovaque. Médaillé d'argent du K4 1000 m aux Jeux de Rio 2016. Champion du monde de course en ligne de canoë-kayak de K4 1000 m 2015.
  - Lia Neal, nageuse américaine. Médaillée de bronze du relais 4 × 100 m nage libre aux Jeux de Londres 2012 puis d'argent du relais 4 × 100 m nage libre aux Jeux de Rio 2016.
  - Georges-Kévin Nkoudou, footballeur franco-camerounais. (13 sélections avec l'équipe du Cameroun).
  - Maria Wierzbowska, rameuse polonaise.
- 1996 :
  - Steff Cras, cycliste sur route belge.
- 1999 :
  - Florian Krüger, footballeur allemand.
  - Etienne Tynevez, hockeyeur sur gazon français. (79 sélections en équipe de France).
- 2000 :
  - Claus Niyukuri, footballeur burundais.
  - Vitinha, footballeur portugais. (25 sélections en équipe du Portugal).

### XXIesiècle
- 2001 :
  - Jan Žambůrek, footballeur tchèque.
- 2002 :
  - Santiago Mouriño, footballeur uruguayen.
- 2003 :
  - Milan Smit, footballeur néerlandais.
- 2006 :
  - David Ezeh, footballeur finlandais.

## Décès

### XXesièclede1901à1950
- 1916 :
  - Fritz Ryser, 42 ans, cycliste sur route et sur piste suisse. Champion du monde du demi-fond en 1908. (° 26 mai 1873).
- 1931 :
  - Joseph Dowler, 52 ans, tireur à la corde britannique. Médaillé de bronze lors des Jeux de Londres en 1908 et médaillé d'argent aux Jeux de 1912. (° 1er février 1879).
- 1934 :
  - Francis Sparks, 78 ans, footballeur anglais. (3 sélections en équipe d'Angleterre). (° 4 juillet 1855).
- 1939 :
  - Caius Welcker, 53 ans, footballeur néerlandais. Médaillé de bronze aux Jeux de Londres 1908. (17 sélections en équipe des Pays-Bas). (° 9 juillet 1885).
- 1945 :
  - Dorothea Köring, 64 ans, joueuse de tennis allemande. Championne olympique du double mixte et médaillée d'argent du simple aux Jeux de Stockholm 1912. (° 11 juillet 1880).

### XXesièclede1951à2000
- 1958 :
  - Gustave Caillois, 83 ans, pilote de courses automobile français. (° 15 décembre 1874).
- 1960 :
  - Roelof Klein, 82 ans, rameur néerlandais. Champion olympique du deux avec barreur et médaillé de bronze du huit aux Jeux de Paris 1900. (° 7 juin 1877).
- 1976 :
  - Paul Russo, 61 ans, pilote de courses automobile d'indyCar américain. (° 10 avril 1914).
- 1984 :
  - Pierre Brambilla, 64 ans, cycliste sur route italien puis français. (° 12 mai 1919).

### XXIesiècle
- 2003 :
  - Kid Gavilan, 77 ans, boxeur cubain. Champion du monde poids welters de boxe de 1951 à 1954. (° 6 janvier 1926).
- 2004 :
  - Janusz Kulig, 34 ans, pilote de rallye polonais. (° 18 octobre 1969).
- 2005 :
  - Maurice Trintignant, 87 ans, pilote de F1 et d'endurance français. (2 victoires en Grand Prix). Vainqueur des 24 Heures du Mans 1954. (° 30 octobre 1917).
  - Nelson Briles, 61 ans, joueur de baseball américain. (° 5 août 1943).
- 2006 :
  - Joseph Ujlaki, 76 ans, footballeur hongrois puis français. (21 sélections avec l'équipe de France). (° 10 août 1929).
- 2011 :
  - Arnfinn Bergmann, 82 ans, sauteur à ski norvégien. Champion olympique aux Jeux d'Oslo 1952. (° 14 octobre 1928).
  - Inese Jaunzeme, 78 ans, athlète de lancers soviétique puis lettone. Championne olympique du javelot aux Jeux de Melbourne 1956. († 21 mai 1932).
- 2012 :
  - Eamon Deacy, 53 ans, footballeur irlandais. (4 sélections en équipe de république d'Irlande). (° 1 octobre 1958).
  - Freddie Solomon, 59 ans, joueur de foot U.S. américain. (° 11 janvier 1953).
- 2013 :
  - Donald Scott, 84 ans, boxeur britannique. Médaillé d'argent des moins de 80 kg aux Jeux olympiques de 1948. (° 23 juillet 1928).
- 2014 :
  - Jimmy Jones, 85 ans, footballeur nord-irlandais. (3 sélections en équipe d'Irlande du Nord). (° 25 juillet 1928).
  - Alberto Marzaioli, 75 ans, cycliste sur route italien. (° 19 septembre 1938).
  - Richard Møller Nielsen, 76 ans, footballeur puis entraîneur danois. (2 sélections en équipe du Danemark). Sélectionneur de l'équipe du Danemark de 1990 à 1996 avec laquelle il remporte le Championnat d'Europe de 1992 puis de l'équipe d'Israël de 2000 à 2002. (19 août 1937).
- 2015 :
  - Joaquim Machado, 91 ans, footballeur portugais. (2 sélections en équipe du Portugal). (° 20 février 1923).
- 2016 :
  - Artyom Bezrodny, 37 ans, footballeur russe puis ukrainien.  (1 sélection avec l'équipe de Russie). (° 10 février 1979).
  - Giorgio Rossano, 76 ans, footballeur italien. Vainqueur de la Coupe des clubs champions en 1963 avec l'AC Milan. (20 mars 1939).
  - Slobodan Santrač, 69 ans, footballeur puis entraîneur yougoslave puis serbe. (8 sélections avec l'équipe de Yougoslavie). Sélectionneur de l'équipe d'Arabie saoudite en 2001 et de la équipe de Macédoine du Nord en 2005. (° 1er juillet 1946).
- 2017 :
  - Aage Birch, 90 ans, skipper danois. Médaillé d'argent en classe Dragon lors des Jeux d'été de 1968. (° 23 septembre 1926).
- 2018 :
  - Joseph Bonnel, 79 ans, footballeur puis entraîneur français. (25 sélections avec l'équipe de France). (° 4 janvier 1939).
- 2019 :
  - Vitaly Khmelnitsky, 75 ans, footballeur puis entraîneur soviétique. (20 sélections en équipe nationale). (° 12 juin 1943).
  - Zhang Li, 67 ans, pongiste chinoise.  Championne du monde par équipes en 1975, 1977 et 1979 et en double en 1979. (° 3 mai 1951).
  - Abdelkarim Zidani, 88 ans, footballeur marocain. (° 1er janvier 1931).
- 2020 :
  - Valeri Butenko, 78 ans, footballeur puis arbitre soviétique. (° 16 juillet 1941).
  - Karel Neffe, 71 ans, rameur en aviron tchécoslovaque. Médaillé de bronze du quatre avec barreur aux Jeux olympiques de 1972 à Munich, médaillé de bronze de la même discipline aux Championnats d'Europe de 1973 et médaillé de bronze du deux avec barreur aux Championnats du monde de 1977. (° 6 juillet 1948).
- 2021 :
  - Inger Bjørnbakken, 87 ans, skieuse alpine norvégienne. Championne du monde du slalom en 1958. (° 28 décembre 1933).
  - Bolesław Kwiatkowski, 78 ans, joueur de basket-ball polonais. Médaillé de bronze du Championnat d'Europe de 1967. (° 28 juillet 1942).
  - Iouri Vlassov, 85 ans, haltérophile soviétique puis russe devenu écrivain et homme politique. Champion olympique des poids lourds aux Jeux de 1960 et médaillé d'argent aux Jeux Tokyo 1964. Champion du monde des poids lourds en 1959, 1961, 1962 et 1963. Champion d'Europe d'haltérophilie des +90kg 1959, 1960, 1961, 1962, 1963 et 1964. (° 5 décembre 1935).
- 2022 :
  - Eduardo Romero, 67 ans, golfeur argentin. (° 17 juillet 1954).
- 2023 :
  - Pierre Garcia, 79 ans, footballeur puis entraîneur français. (° 27 juillet 1943).
  - Kéné Ndoye, 44 ans, athlète de sauts en longueur, de triple-saut et de haies sénégalaise. Championne d'Afrique d'athlétisme du triple-saut 1996, de la longueur 2000, du triple-saut 2003 et de la longueur 2004. (° 20 novembre 1978).